# Tarłów (gmina)
Pour l’article homonyme, voir Tarłów.
La gmina de Tarłów est une commune rurale de la voïvodie de Sainte-Croix et du powiat d'Opatów. Elle s'étend sur 163,77 km2 et comptait 5 753 habitants en 2006. Son siège est le village de Tarłów qui se situe à environ 30 kilomètres au nord-est d’Opatów et à 79 kilomètres à l'est de Kielce.

## Villages
La gmina de Tarłów comprend les villages et localités de Bronisławów, Brzozowa, Cegielnia, Ciszyca Dolna, Ciszyca Górna, Ciszyca Przewozowa, Ciszyca-Kolonia, Czekarzewice Drugie, Czekarzewice Pierwsze, Dąbrówka, Dorotka, Duranów, Hermanów, Jadwigów, Janów, Julianów, Kolonia Dąbrówka, Kozłówek, Leopoldów, Leśne Chałupy, Łubowa, Maksymów, Mieczysławów, Ostrów, Potoczek, Słupia Nadbrzeżna, Słupia Nadbrzeżna-Kolonia, Sulejów, Tadeuszów, Tarłów, Teofilów, Tomaszów, Wesołówka, Wólka Lipowa, Wólka Tarłowska et Zemborzyn Kościelny.

## Gminy voisines
La gmina de Tarłów est voisine d'Annopol, Bałtów, Ćmielów, Józefów nad Wisłą, Lipsko, Ożarów, Sienno et Solec nad Wisłą.